# Franz Justus Rarkowski
Franz Justus Rarkowski (ur. 8 czerwca 1873 w Olsztynie, zm. 9 lutego 1950 w Monachium) – niemiecki duchowny katolicki, zakonnik-marysta, katolicki biskup polowy (wojskowy) nazistowskich Niemiec.

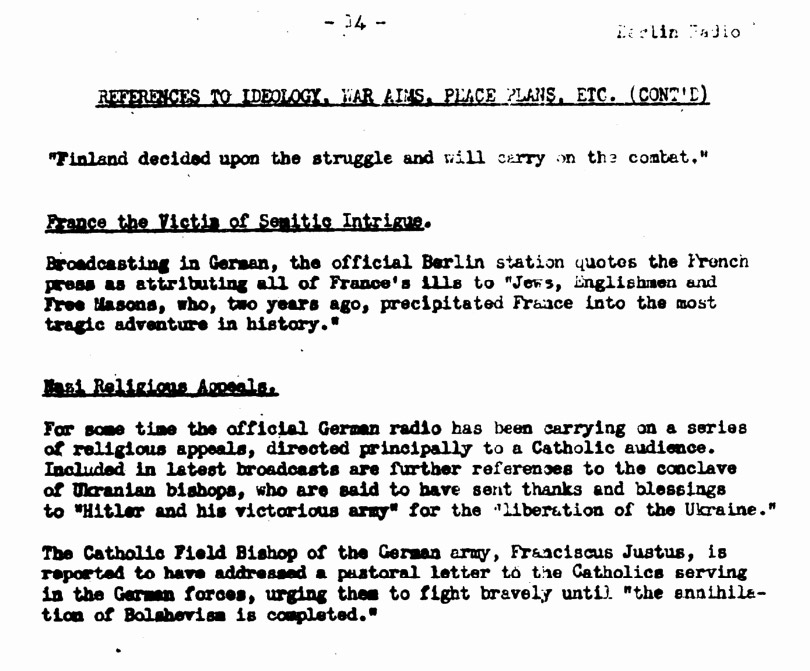
Amerykańska depesza z 5 września 1941 („US foreign broadcast information service 1941”) informująca o liście pastoralnym katolickiego biskupa polowego Franza Justusa Rarkowskiego skierowanym do katolików służących w niemieckich siłach zbrojnych, wzywającym, by walczyli odważnie „aż do całkowitego zniszczenia bolszewizmu”

## Życiorys
Urodził się 8 czerwca 1873 w Olsztynie (wówczas: Allenstein). Jego ojciec Justus Rarkowski był posłem do Reichstagu, a dziadek Jakub Rarkowski był burmistrzem Olsztyna. Podjął naukę w gimnazjum w Olsztynie, lecz jej nie ukończył. Pobierał naukę w Belgii.
W 1896 złożył śluby zakonne w Towarzystwie Maryi. Jako zakonnik studiował w Innsbrucku. 9 stycznia 1898 otrzymał święcenia kapłańskie. Początkowo działał na terenie południowego Tyrolu, później na Warmii. W 1914 ochotniczo wstąpił do armii niemieckiej, w 1916 został kapelanem dywizji. W 1926 powołano go na urząd pełnomocnika do spraw katolików w Reichswehrze, a w 1935 – administratora dla katolików w Wehrmachcie.
7 stycznia 1938 został nominowany biskupem polowym Niemiec i tytularnym biskupem Hierocezarei. 20 lutego 1938 został konsekrowany na biskupa przez abp. Cesara Orsenigo, bp. Konrada von Preysinga i bp. Clemensa Augusta von Galena.
W okresie wykonywania funkcji katolickiego biskupa wojskowego czynnie wspierał reżim Adolfa Hitlera. O jego negatywnej roli wspomniano w wydanym 29 kwietnia 2020 z okazji 75. rocznicy zakończenia II wojny światowej stanowisku Niemieckiej Konferencji Biskupów pt. Deutsche Bischöfe im Weltkrieg. Wort zum Ende des Zweiten Weltkriegs vor 75 Jahren. Stwierdzono tam: „Szczególnie problematyczną i negatywną rolę odegrał biskup polowy Franz Justus Rarkowski. Nie będąc członkiem Konferencji Biskupów i jako niemiecko-nacjonalistyczny wyrzutek w Kościele, starał się mobilizować religijne i duchowe siły żołnierzy w zupełnej zgodności ze stylem właściwym dowództwu Wehrmachtu”.
Wraz z napaścią III Rzeszy na Polskę we wrześniu 1939 wydał odezwę do niemieckich żołnierzy, w której znalazły się słowa:

W ważnej godzinie, kiedy nasz niemiecki naród przejść musi ogniową próbę sprawdzenia się i przystępuje do walki o swoje przyrodzone i przez Boga ustanowione prawa życiowe, zwracam się… do was, żołnierze, stojący w tej walce na pierwszej linii frontu i mający wielkie i zaszczytne zadanie, ażeby ochraniać i bronić mieczem bezpieczeństwa i życia narodu niemieckiego… Każdy z was wie, o co chodzi w tych dniach burzliwych dla naszego narodu, i każdy widzi przed sobą, wyruszając na bój, świetlany przykład najprawdziwszego wojownika, naszego Führera i Naczelnego Dowódcy, pierwszego i najdzielniejszego żołnierza Rzeszy Wielkoniemieckiej…

Począwszy od wiosny 1944 nie sprawował swojej funkcji w siłach zbrojnych. 1 lutego 1945 złożył rezygnację z pełnienia urzędu biskupa polowego III Rzeszy. Finalną fazę jego działalności jeden z badaczy zrelacjonował następująco:

Ostatnie dni w Berlinie biskupa polowego Justusa Rarkowskiego zobrazował później jednemu z zaufanych wikariusz generalny jako żałosne. Rarkowski miał je, drżąc i odmawiając różaniec, przesiedzieć w swoim pokoju. Zanim w 1944 r., jako emeryt, przeniósł się do bawarskiego miejsca pielgrzymek maryjnych, Altötting, pokazuje go ostatnia oficjalna fotografia z roku 1943 jako pielgrzyma przed Bazyliką Różańcową w Lourdes. Było to już po Stalingradzie, a więc bliżej końca wojny, kiedy to liczba dywizji bez kapelanów przekraczała liczbę tych, które ich miały.

Pod koniec życia mieszkał w Altötting. Zmarł 9 lutego 1950. Został pochowany na Cmentarzu Leśnym (Waldfriedhof) w Monachium.
W 1939 opublikowany został Katholisches Militär-Gebet- und Gesangbuch. Zusammengestellt vom Franz Justus Rarkowski, Feldbischof der Wehrmacht. Mit kirchlicher Genehmigung Gebundene Ausgabe (co należy tłumaczyć następująco: Katolicki modlitewnik i śpiewnik wojskowy. Opracowany przez Franza Justusa Rarkowskiego, Biskupa Polowego Wehrmachtu. Wydanie ze zgodą kościelną).
Jego działalność stała się przedmiotem opracowania biograficznego.